# أليكساندر باريت
أليكساندر باريت هو مقدم تلفزيوني كندي، ولد في 30 سبتمبر 1981 في مدينة كيبك في كندا.

## وصلات خارجية
- الموقع الرسمي